# آکادمی دولتی نقاشی جمهوری آذربایجان
آکادمی دولتی نقاشی جمهوری آذربایجان (به ترکی آذربایجانی: Azərbaycan Dövlət Rəssamlıq Akademiyası) از دانشگاه‌های تابعه وزارت آموزش و پرورش جمهوری آذربایجان می‌باشد.

## تاریخچه
آکادمی دولتی نقاشی جمهوری آذربایجان بنا بر فرمان سال ۲۰۰۲ رئیس‌جمهور این کشور به تأسیس رسید. آکادمی دولتی نقاشی جمهوری آذربایجان تنها مؤسسه آموزشی عالی در آذربایجان است، که آموزش حرفه‌ای سازگار با تمام ضوابط تحصیلات عالی به فارغ التحصیلان از دبیرستان‌ها، هنرستان‌ها و دانشگاه‌ها عرضه می‌کند. این آکادمی با آکادمی‌های مشابه جمهوری اسلامی ایران و ترکیه از همکاری‌ها و تعاملات زیادی برخوردار می‌باشد.
پرسنل آکادمی شامل ۱۰۲ دانشیار و پروفسور، و نیز ۲ دکترای علوم، ۱۳ پروفسور، دکترا فیلوسوفیا و غیره… است. طول تحصیل در مقطع لیساتس ۴ سال و در مقطع فوق لیسانس ۲ سال است.